# النهاية الخاطئة للتلسكوب (رواية)
النهاية الخاطئة للتلسكوب هي رواية كتبها الكاتب اللبناني ربيع علم الدين ونشرتها دار جروف للنشر عام 2021م، وفازت بجائزة بين /فولكنر "PEN/FAULKNER" عام 2022.

## مؤلف الرواية
وُلد ربيع علم الدين في عمان بالأردن لعائلة درزية لبنانية حيث كان والداه درزيين، بينما يعتبر ربيع نفسه ملحدًا. نشأ وترعرع في الكويت ولبنان، ثم انفصل عن عائلته مع انطلاق الحرب الأهلية اللبنانية في سن السابعة عشر؛ ليعيش بمفرده أولاً في إنجلترا ثم في كاليفورنيا. حصل علم الدين على شهادة في الهندسة من جامعة كاليفورنيا في لوس أنجلوس، وماجستير في إدارة الأعمال من جامعة سان فرانسيسكو.
بدأ علم الدين مسيرته المهنية كمهندس، ثم انتقل إلى الكتابة والرسم، حيث ألف أربع روايات ومجموعة قصصية، واشتهر بعد صدور روايته «الحكواتي» عن دار نوف في نيويورك التي أثارت ضجة كبرى في مختلف الدوائر الأدبية والنقدية.
حصل على جائزة دائرة نقاد الكتب الوطنية سنة 2014 وفاز بالميدالية الذهبية لجوائز الكتاب في كاليفورنيا عن رواية امرأة لا لزوم لها. كما حصل في 2016 على جائزة «فيمينا» لأفضل رواية مترجمة إلى الفرنسية، عن ذات الرواية بعد أن تُرجمت إلى الفرنسية في 2016.
وفي عام 2017 فاز بجائزة الكتاب العربي الأمريكي، وجائزة لامبدا الأدبية لروايات المثليين عن رواية ملاك التاريخ.
وفاز في عام 2022 بجائزة "PEN/FAULKNER" عن روايته النهاية الخاطئة لتليسكوب.

## ملخص الرواية
تصل مينا سيمبسون الطبيبة اللبنانية إلى مخيم موريا سيئ السمعة للاجئين في ليسبوس باليونان، بعد أن استدعتها صديقتها التي تدير منظمة غير حكومية هناك للمساعدة على وجه السرعة. ونظرًا للابتعاد عن عائلتها باستثناء شقيقها الحبيب، تجنبت مينا أن تكون قريبة جدًا من وطنها لعقود. ولكن بعد أسبوع من التوقف عن العمل وبغض النظر عن زوجتها التي تبلغ من العمر ثلاثين عامًا، تأمل مينا في تحقيق شيء ذي مغزى  بين وفرة المتطوعين الغربيين الذين يلتقطون صورًا ذاتية مع زوارق على الشاطئ وأطفال المخيم. وسرعان ما يأتي قارب ينقل سمية، وهي أم سورية شديدة العزم مصابة بسرطان الكبد. تعقد مينا العزم على حماية أطفالها وزوجها بأي ثمن، وترفض سمية تنبيه عائلتها إلى تشخيص حالتها. يُنشيء سر سمية علاقة عميقة بين المرأتين، وبينما تعد مينا خطة العلاج بالموارد المحدودة المتاحة، تواجه ظروف نزوح المهاجرين، فضلاً عن القيود التي تواجهها في مساعدتهم.